# Nowhere
Nowhere és una pel·lícula de terror i suspens espanyola de 2023, dirigida per Albert Pintó i protagonitzada per Anna Castillo i Tamar Novas.

## Sinopsi
Ambientada en un futur distòpic amb escassetat de recursos, la trama segueix la difícil situació de la Mia, embarassada, i el seu marit, Nico, que fugen d'una Espanya totalitària a Irlanda amagats en un contenidor marítim. Després de ser separats a la força, la Mia haurà de lluitar per la seva supervivència quan una violenta tempesta la llança a la mar. Sola i a la deriva a la meitat de l'oceà, la Mia s'enfrontarà a tot per a salvar la vida de la seva filla i retrobar-se amb la seva parella.

## Repartiment
- Anna Castillo com a Mia.[4][5]
- Tamar Noves com a Nico.[4][5]
- Tony Corvillo com a Gil.[5]
- Mariam Torres com a Lucía.[5]
- Irina Bravo com a Ángela.[5]
- Victoria Teijeiro com a Vicky.[5]
- Mary Ruiz com a Sandra.[5]
- Edu Bulnes com a Andrés.[5]
- Antonio Buíl com el conductor de camió.[5]
- Saïd El Mouden com el líder dels traficants.[5]
- Kaabil Sekali com el traficant.[5]
- Andrew McGurk com el pare del pescador.[5]
- Saorla Wright com la filla del pescador.[5]
- Tonu Sureda Luther com el net del pescador.[5]

## Producció
La pel·lícula compta amb guió d'Ernest Riera, Miguel Ruz, Seanne Winslow, Teresa Rosendoy i Indiana Lista, autora de la història. A més, està produïda per Miguel Ruz (El practicante) i compta amb la producció executiva de Jordi Roca, ambdós socis a la productora Rock & Ruz. Es va estrenar el tràiler el setembre de 2023, unes setmanes abans de la seva estrena oficial a Netflix (plataforma productora i distribuïdora de la pel·lícula), el 29 de setembre de 2023.